# Толстоголовка тетис
Толстоголовка тетис, или толстоголовка малая пёстрая, или толстоголовка Тефида (Daimio tethys), — бабочка из семейства толстоголовок.

## Этимология названия

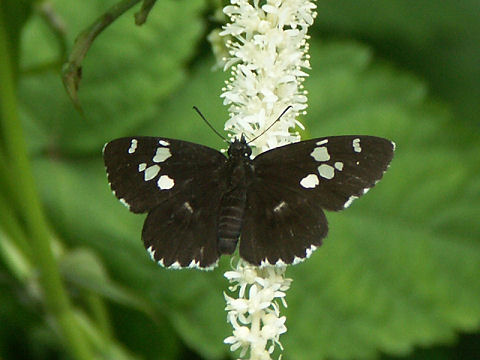
Бабочка номинативного подвида из Японии

Тефи́да, она же Те́фия, Тифия или Тетис (др.-греч. Τηθύς) — в древнегреческой мифологии одно из древнейших божеств, титанида, дочь Урана и Геи, супруга своего брата Океана.

## Описание
Размах крыльев 31 — 34 мм. Общий фон крыльев чёрный, бахромка — пёстрая. Рисунок на передних крыльях образован крупными полупрозрачными светлыми и белыми пятнами, из которых 1 расположено у вершины центральной ячейки. Более мелкие пятна расположены около верхушки крыла и костального края. Задние крылья с размытым белым дискальным штрихом. Рисунок на нижней стороне крыльев в целом повторяет рисунок на верхней стороне.

## Ареал
Россия (Хабаровский край, Амурская область, Приморский край), Корейский полуостров, Северо-Восточный и Центральный Китай, Япония.

## Биология
Бабочки населяют поляны, опушки, просеки и обочины дорог в дубово-широколиственных лесах. Развивается в двух поколении за год. Время лёта первого поколения с апреля—середины мая до середины июня—начала июля; второго поколения — июль—август. Кормовое растение гусениц: дуб монгольский.